# L'Amour sans préavis
Pour plus de détails, voir Fiche technique et Distribution.
L'Amour sans préavis (Two Weeks Notice), ou Deux semaines d'avis au Québec, est une comédie romantique américaine réalisée par Marc Lawrence, sortie en 2002 aux États-Unis et 2003 en France.

## Synopsis
Lucy Kelson est une avocate issue de Harvard. Elle se lance dans des causes désespérées auxquelles elle croit et se fait engager comme assistante par George Wade. Ce dernier risque de briser sa dernière tentative de sauver le monde, car il ne lui laisse aucune vie privée, c'est alors qu'elle décide de démissionner, mais cela ne va pas aller sans quelques péripéties.

## Fiche technique
- Titre : L'Amour sans préavis
- Titre original : Two Weeks Notice
- Réalisation : Marc Lawrence
- Scénario : Marc Lawrence
- Producteur : Sandra Bullock
- Producteur associé : Scott Elias
- Producteurs exécutifs : Bruce Berman (en) et Mary McLaglen
- Musique : John Powell
- Photographie : László Kovács
- Montage : Susan E. Morse
- Casting : Ilene Starger
- Concepteurs des décors : Peter S. Larkin
- Directeur artistique : Ray Kluga et Jonathan Arkin
- Décors : Christine Moosher
- Costumes : Gary Jones
- Budget : 60 000 000 $
- Recettes : 199 043 242 $
- Société de production : Castle Rock Entertainment - Village Roadshow Pictures - NVP Entertainment - Fortis Films
- Société de distribution : Warner Bros.
- Pays d'origine :  États-Unis  Australie
- Langue : Anglais
- Formats : 1,85 : 1 | Couleur Technicolor | 35 mm (Kodak Vision 250D 5246, Vision 500T 5279)
- Son : Dolby Digital | DTS | SDDS
- Genre : Comédie dramatique sentimentale
- Durée : 97 minutes
- Dates de sortie : 
  - États-Unis : 20 décembre 2002
  - France : 19 février 2003

## Distribution
Sauf indication contraire, les informations mentionnées dans cette section peuvent être confirmées par la base de données cinématographiques IMDb,  présente dans la section « Liens externes ».
- Sandra Bullock (VF : Françoise Cadol ; VQ : Hélène Mondoux) : Lucy Kelson
- Hugh Grant (VF : Thibault de Montalembert ; VQ : Daniel Picard) : George Wade
- Alicia Witt (VF : Sylvie Jacob ; VQ : Geneviève Désilets) : June Carver
- Dana Ivey (VF : Anna Gaylor ; VQ : Françoise Faucher) : Ruth Kelson
- Robert Klein (VF : Philippe Catoire ; VQ : Raymond Bouchard) : Larry Kelson
- Heather Burns (VF : Natacha Muller ; VQ : Joëlle Morin) : Meryl Brooks
- David Haig (VF : Patrice Dozier ; VQ : Luis de Cespedes) : Howard Wade
- Dorian Missick (en) (VF : Christophe Peyroux ; VQ : Marc-André Bélanger) : Tony
- Jonathan Dokuchitz : Tom
- Veanne Cox : Melanie Corman
- Janine LaManna : Elaine Cominsky
- Iraida Polanco : Rosario
- Charlotte Maier : Helen Wade
- Katheryn Winnick (VF : Véronique Desmadryl) : Tiffany
- Jason Antoon (en) (VF : Marc Perez) : Norman
- Wynter Kullman (VF : Marie-Eugénie Maréchal) : Tyler
- Francie Swift (VF : Véronique Desmadryl) : Lauren Wade
- Mark Zeisler : M. Lowell
- Tim Kang : Paul, l'avocat
- Joe Badalucco : le contremaître des travaux
- Becky Ann Baker : la femme du camping-car
- Adam LeFevre (VF : Pascal Germain) : l'homme du camping-car
- Mike Piazza : lui-même
- Donald Trump (VF : Thierry Murzeau) : lui-même
- Norah Jones : elle-même

 Source et légende : version française (VF) sur RS Doublage et selon le carton du doublage français sur le DVD zone 2.